# Clavicipitàcies
Clavicipitaceae és una família de fongs de l'ordre dels Hypocreales.

## Particularitats
El tàxon, Clavicipitaceae, és parafilètic, que consisteix en tres clades ben definits, un dels quals inclou membres que també pertanyen a una altra família de fongs (Hypocreaceae).
Aquest grup de fongs és molt heterogeni i inclou fongs que viuen en simbiosi amb plantes, així com paràsits de plantes, insectes i altres fongs.
Molts produeixen alcaloides tòxics per als animals i els humans. Una de les espècies més infames és la banya del sègol (Claviceps purpurea), causant de l'ergotisme, una intoxicació produïda pel consum de gramínies infestades per aquest fong, que provoca una contracció permanent de les fibres musculars.
El fong de les erugues (Cordyceps sinensis) és molt apreciat en la gastronomia i en la medicina tradicional xinesa.

## Gèneres
Aquesta família inclou 43 gèneres, amb 321 espècies.
Gèneres Teleomòrfics (amb cicle sexual conegut)
Aciculosporium — Ascopolyporus—Atkinsonella—Atricordyceps—Balansia — Berkelella — Cavimalum — Cepsiclava — Claviceps — Cordycepioideus — Cordyceps — Dussiella — Epichloë — Epicrea — Helminthascus — Heteroepichloë — Hyperdermium — Hypocrella — Konradia — Loculistroma — Metacordyceps — Moelleriella — Mycomalmus — Myriogenospora — Neobarya — Neoclaviceps — Neocordyceps — Parepichloë — Phytocordyceps — Podocrella — Regiocrella — Romanoa — Shimizuomyces — Sphaerocordyceps — Stereocrea — Torrubiella — Wakefieldiomyces
Gèneres anamòrfics (sense cicle sexual conegut):
Akanthomyces — Aschersonia — Beauveria — Chaunopycnis — Corallocytostroma — Culicinomyces — Drechmeria — Ephelis — Gibellula — Haptocillium — Harposporium — Hirsutella — Hymenostilbe — Isaria — Lecanicillium — Mariannaea — Metarhizium — Microhilum — Neomunkia — Neotyphodium — Nomuraea — Paecilomyces — Pochonia — Polycephalomyces — Pseudogibellula — Simplicillium — Sorosporella — Tolypocladium — Ustilaginoidea